# Distretto di Ali Abad
Il distretto di Ali Abad è un distretto dell'Afghanistan appartenente alla provincia di Konduz. Viene stimata una popolazione di 45.851 abitanti.